# MTV Video Music Awards 2014
Les MTV Video Music Awards 2014 ont eu lieu le 24 août 2014 au Forum d’Inglewood. Il s’agit de la 31e cérémonie annuelle des MTV Video Music Awards. La chanteuse américaine Beyoncé Knowles et la rappeuse australienne Iggy Azalea se placent en tête des artistes nommés, cumulant un total de neuf et huit nominations, respectivement, tandis que le rappeur américain Eminem se classe en dessous avec sept nominations.

## Lieu de la cérémonie

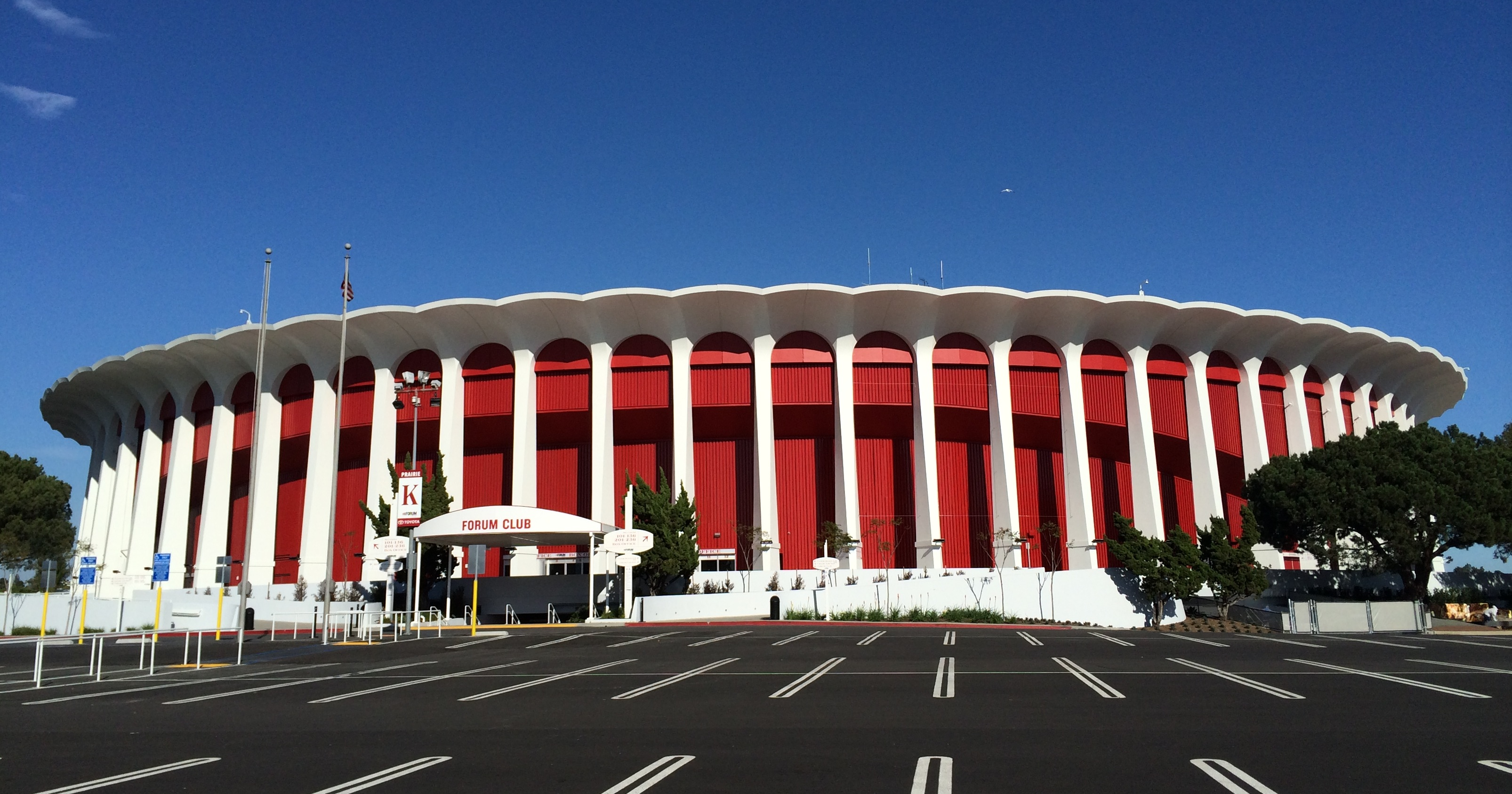
Le Forum.

Le 23 avril 2014, MTV annonce que la ville californienne d’ Inglewood accueillera l’édition 2014 des MTV Video Music Awards. Cette 31e cérémonie annuelle aura lieu au Forum. Le domaine, qui a été inauguré en 1967, peut accueillir plus de 18 000 spectateurs pour les concerts. Concernant le choix de la salle, le président de MTV, Stephen Friedman, a déclaré :

« Le Forum a accueilli un certain nombre d’artistes ainsi que de spectacles légendaires et jamais vus encore. Nous ne pouvions pas attendre pour ajouter les Video Music Awards 2014 à cette liste afin de créer ce type de moment mémorable dont les fans de musique parleront pendant des années. »

— Stephen Friedman, président de MTV

## Interprétations scéniques
| Artiste(s)                         | Chanson(s) |
| Pré-cérémonie                      | Pré-cérémonie |
| ---------------------------------- | --- |
| Fifth Harmony                      | Boss |
| Charli XCX                         | Boom Clap |
| Principales                        | |
| Ariana Grande Nicki Minaj Jessie J | Break Free (interprété par Ariana Grande) Anaconda (interprété par Nicki Minaj) Bang Bang (interprété par Jessie J, Ariana Grande et Nicki Minaj) |
| Taylor Swift                       | Shake It Off |
| Sam Smith                          | Stay with Me |
| Usher Nicki Minaj                  | She Came to Give It to You |
| 5 Seconds of Summer                | Amnesia |
| Iggy Azalea Rita Ora               | Black Widow |
| Maroon 5                           | Maps One More Night |
| Beyoncé                            | Medley de l’album Beyoncé 1. Mine (avec Drake) 2. Haunted (contient des extraits de Pretty Hurts) 3. No Angel 4. Jealous 5. Blow 6. Drunk in Love 7. Rocket 8. Partition 9. Flawless (avec Chimamanda Ngozi Adichie) (contient des extraits de Superpower et de la version remixée de Flawless) 10. Yoncé 11. Blue (avec Blue Ivy) (contient des extraits de Heaven) 12. XO |

Artiste de musique house
- DJ Mustard

## Présentation
Lors de la pré-cérémonie
- Lucy Hale — hôte
- Sway Calloway — hôte
- Christina Garibaldi — tapis rouge
- Becky G — envoyé spécial - mode
- Ingrid Nilsen (en) — envoyé spécial - mode

Présentation principale
- Gwen Stefani et Snoop Dogg — remise du prix du meilleur clip vidéo féminin
- Jay Pharoah — monologue sur le prix du meilleur nouvel artiste
- Lorde — introduction pour présenter la performance de Taylor Swift
- Chelsea Handler — remise du prix du meilleur clip vidéo masculin
- Jay Pharoah, imitant Jay-Z — interprétation d’un court monologue de routine avant de parler des procédures de vote pour le prix du meilleur nouvel artiste
- Jim Carrey et Jeff Daniels — remise du prix du meilleur clip vidéo pop
- Kim Kardashian — introduction pour présenter la performance de Sam Smith
- Common — discours sur la situation difficile dans la ville de Ferguson, aux États-Unis, avant de remettre le prix du meilleur clip vidéo hip-hop
- Jay Pharoah, imitant Kanye West — interprétation d’un nouveau monologue de routine
- Uzo Aduba, Laverne Cox et Taylor Schilling — introduction pour présenter la performance d’Usher et de Nicki Minaj
- Nina Dobrev et Trey Songz — remise du prix du meilleur clip vidéo rock
- Chloë Grace Moretz et Dylan O'Brien — introduction pour présenter la performance des 5 Seconds of Summer
- Jay Pharoah — remise du prix du meilleur nouvel artiste
- Jennifer Lopez — introduction pour présenter la performance d’Iggy Azalea et de Rita Ora
- Demi Lovato et Jason Derulo — introduction pour présenter la performance de Maroon 5
- Jimmy Fallon — remise du prix du clip vidéo de l’année
- Jay-Z et Blue Ivy Carter — remise du prix Vanguard

## Nominations
| |  |  |
| La chanteuse américaine Beyoncé Knowles (à gauche) et la rappeuse australienne Iggy Azalea (à droite) ont été les artistes les plus nommés au cours de cette cérémonie. |  |  |

Le nom du vainqueur et de son clip vidéo ont été stylisés en gras.

### Clip vidéo de l’année
Miley Cyrus — « Wrecking Ball »
- Iggy Azalea (et Charli XCX) — « Fancy »
- Beyoncé (et Jay-Z) — « Drunk in Love »
- Sia — « Chandelier »
- Pharrell Williams — « Happy »

### Meilleur clip vidéo masculin
Ed Sheeran (et Pharrell Williams) — « Sing »
- Eminem (et Rihanna) — « The Monster »
- John Legend — « All of Me »
- Sam Smith — « Stay with Me »
- Pharrell Williams — « Happy »

### Meilleur clip vidéo féminin
Katy Perry (et Juicy J) — « Dark Horse »
- Iggy Azalea (et Charli XCX) — « Fancy »
- Beyoncé — « Partition »
- Ariana Grande (et Iggy Azalea) — « Problem »
- Lorde — « Royals »

### Meilleur nouvel artiste
Fifth Harmony — « Miss Movin' On »
- 5 Seconds of Summer — « She Looks So Perfect »
- Charli XCX — « Boom Clap »
- Schoolboy Q — « Man of the Year »
- Sam Smith — « Stay with Me »

### Meilleur clip vidéo pop
Ariana Grande (et Iggy Azalea) — « Problem »
- Avicii (et Aloe Blacc) — « Wake Me Up »
- Iggy Azalea (et Charli XCX) — « Fancy »
- Jason Derulo (et 2 Chainz) — « Talk Dirty »
- Pharrell Williams — « Happy »

### Meilleur clip vidéo rock
Lorde — « Royals »
- Arctic Monkeys — « Do I Wanna Know? »
- The Black Keys — « Fever »
- Imagine Dragons — « Demons »
- Linkin Park — « Until It's Gone »

### Meilleur clip vidéo hip-hop
Drake (et Majid Jordan) — « Hold On, We're Going Home »
- Childish Gambino — « 3005 »
- Eminem — « Berzerk »
- Kanye West — « Black Skinhead »
- Wiz Khalifa — « We Dem Boyz »

### PrixMTV Clubland
Zedd (et Hayley Williams) — « Stay the Night »
- Disclosure — « Grab Her! »
- DJ Snake et Lil Jon — « Turn Down for What »
- Martin Garrix — « Animals »
- Calvin Harris — « Summer »

### Meilleure collaboration
Beyoncé (et Jay-Z) — « Drunk in Love »
- Chris Brown (avec Lil Wayne et Tyga) — « Loyal »
- Eminem (et Rihanna) — « The Monster »
- Ariana Grande (et Iggy Azalea) — « Problem »
- Katy Perry (et Juicy J) — « Dark Horse »
- Pitbull (et Kesha) — « Timber »

### Meilleure réalisation
DJ Snake et Lil Jon — « Turn Down for What » (Réalisateurs : DANIELS)
- Beyoncé — « Pretty Hurts »  (Réalisatrice : Melina Matsoukas)
- Miley Cyrus — « Wrecking Ball » (Réalisateur : Terry Richardson)
- Eminem (et Rihanna) — « The Monster » (Réalisateur : Rich Lee)
- OK Go — « The Writing's on the Wall » (Réalisateurs : Damian Kulash, Aaron Duffy et Bob Partington)

### Meilleure chorégraphie
Sia — « Chandelier » (Chorégraphe : Ryan Heffington)
- Beyoncé — « Partition » (Chorégraphes : Svetlana Kostantinova, Philippe Decouflé, Danielle Polanco et Frank Gatson)
- Jason Derulo (et 2 Chainz) — « Talk Dirty » (Chorégraphe : Amy Allen)
- Michael Jackson et Justin Timberlake — « Love Never Felt So Good » (Chorégraphes : Rich et Tone Talauega)
- Kiesza — « Hideaway » (Chorégraphe : Ljuba Castot)
- Usher — « Good Kisser » (Chorégraphes : Jamaica Craft et Todd Sams)

### Meilleurs effets visuels
OK Go — « The Writing's on the Wall » (Effets visuels : 1stAveMachine)
- Disclosure — « Grab Her! » (Effets visuels : Mathematic et Emile Sornin)
- DJ Snake et Lil Jon — « Turn Down for What » (Effets visuels : DANIELS et Zak Stoltz)
- Eminem — « Rap God » (Effets visuels : Rich Lee, Louis Baker, Mammal Studios, Laundry! et Sunset Edit)
- Jack White — « Lazaretto » (Effets visuels : Mathematic et Jonas et François)

### Meilleure direction artistique
Arcade Fire — « Reflektor » (Directrice artistique : Anastasia Masaro)
- Iggy Azalea (et Charli XCX) — « Fancy » (Directeur artistique : David Courtemarche)
- DJ Snake et Lil Jon — « Turn Down for What » (Directeur artistique : Jason Kisvarday)
- Eminem — « Rap God » (Directeur artistique : Alex Pacion)
- Tyler, The Creator — « Tamale » (Directeur artistique : Tom Lisowski)

### Meilleur montage
Eminem — « Rap God » (Monteur : Ken Mowe)
- Beyoncé — « Pretty Hurts » (Monteur : Jeff Selis)
- Fitz and The Tantrums — « The Walker » (Monteur : James Fitzpatrick)
- MGMT — « Your Life Is a Lie » (Monteur : Erik Laroi)
- Zedd (et Hayley Williams) — « Stay the Night » (Monteur : Daniel « Cloud » Campos)

### Meilleure photographie
Beyoncé — « Pretty Hurts » (Directeurs de la photographie : Darren Lew et Jackson Hunt)
- Arcade Fire — « Afterlife » (Directeur de la photographie : Evan Prosofsky)
- Lana Del Rey — « West Coast » (Directeur de la photographie : Evan Prosofsky)
- Gesaffelstein — « Hate or Glory » (Directeur de la photographie : Michael Ragen)
- Thirty Seconds to Mars — « City of Angels » (Directeur de la photographie : David Devlin)

### Meilleur clip vidéo comportant un message social
Beyoncé — « Pretty Hurts »
- Avicii — « Hey Brother »
- J. Cole (et TLC) — « Crooked Smile »
- David Guetta (et Mikky Ekko) — « One Voice »
- Angel Haze (et Sia) — « Battle Cry »
- Kelly Rowland — « Dirty Laundry »

### Meilleurelyric video
5 Seconds of Summer — « Don't Stop »
- Ariana Grande (et Iggy Azalea) — « Problem »
- Demi Lovato (et Cher Lloyd) — « Really Don't Care »
- Austin Mahone (et Pitbull) — « Mmm Yeah »
- Katy Perry — « Birthday »

### PrixVanguard/Michael Jacksonde l’artiste ayant eu un impact important sur la culture musicale
- Beyoncé